# ICIA
ICIA este acronimul pentru „Institutul de Cercetări pentru Inteligența Artificială”.
ICIA a fost înființat în 1994 ca centru de competență și diseminare activă de cunoștințe în domeniul Inteligenței Artificiale (IA). Pe lângă nucleul de cercetători (unii fiind membri ai Academiei Române) există și numeroși colaboratori, în principal masteranzi și doctoranzi.
ICIA este membră a European Network of Excellence in Human Language Technologies.
Proiectele de cercetare acoperă domenii precum: prelucrarea limbajului natural, achiziția de cunoștințe, instruirea asistată de computer, modelarea structural-fenomenologică.